# مدرسة وقبة تتر الحجازية
مدرسة وقبة تتر الحجازية أنشأتها السيدة تتر ابنة الناصر محمد بن قلاوون وعرفت بالحجازية نسبة إلى زوجها ملكتمر الحجازي وكان إنشاؤها على دفعتين. أولاً القبة سنة 1347 ثم المدرسة سنة 1359م. يحيط بالإيوانين وبالصحن طراز من الجص مكتوب به آيات من القرآن يتخللها فروع زخرفية وينتهي من أعلاه بحلية على شكل شرفات. وتقع القبة في الجانب البحري الغربي، تتوسطها تركيبة رخامية بها بقايا كتابات تاريخية تضمنت اسم زوجها وتاريخ وفاته. لم يبق من منارة المدرسة سوى دورتين مثمنتين. تقع المدرسة بالنحاسين بعطفة القصابين.